# Перлик, Пётр Тимофеевич
 Пётр Тимофеевич Перлик  (22 февраля 1836 — 12 сентября 1914) —  участник Кавказской войны и Русско-турецкой войны 1877—1878 годов, командир 4-го армейского корпуса, член Александровского комитета о раненых, генерал от инфантерии.

## Биография
Родился 22 февраля 1836 года. Из дворян Харьковской губернии, вероисповедания православного. По окончании курса в Константиновском училище и Николаевской академии Генерального штаба, занимал должности: в 1859 году старшего адъютанта кутаисского генерал-губернатора, в 1863 году старшего адъютанта 1-го резервного корпуса, в 1864 году состоял для особых поручении при штабе Харьковского военного округа и в 1865 году адъютантом того же корпуса.  В 1867 году назначен начальником штаба 2-й пехотной дивизии, а в 1872 году назначен начальником штаба Кавказской кавалерийской дивизии.
В 1874 году назначен командиром 82-го пехотного Дагестанского Его Императорского Великого Князя Николая Михайловича полка. 
Участник подавления восстания в Дагестане и штурма аула Цудахар.
В 1878 году командир 2-й бригады 40-й пехотной дивизии, в 1883 году начальник штаба 2-го Кавказского армейского корпуса, в 1887 году начальник штаба Казанского военного округа, в 1889 году начальник штаба Кавказского военного округа и с 1896 года. 16 марта 1898 года назначен помощником командующего войсками Виленского военного округа. 6 декабря 1899 года за отличие по службе произведен в генералы от инфантерии. Ровно через два года назначен членом Александровского комитета о раненых, с оставлением по Генеральному штабу. Скончался 12 сентября 1914 года.
Автор книги воспоминаний  «Дневник в отрывках командира 82-го пехотного Дагестанского его императорского высочества князя Николая Михайловича полка за 1875 и 1877 гг.» (Полтава, тип. "Т-во печ. дела", 1913).